# كتلة بيت لحم الموحدة
كتلة بيت لحم الموحدة هي قائمة مشتركة لحركة فتح وحزب الشعب الفلسطيني ومستقلين للانتخابات البلدية في مايو 2005 في بيت لحم بالضفة الغربية. إجمالا قدمت الكتلة 15 مرشحا. كان أنطون سلمان المرشح الأكبر للكتلة وهو مستقل. أطلق قسم من حركة فتح في المدينة غير الراضين عن ترشيح الكتلة قائمة انتخابية منفصلة وهي كتلة الأمل والعمل.